# 6773 Kellaway
6773 Kellaway este un asteroid din centura principală de asteroizi.

## Descriere
6773 Kellaway este un asteroid din centura principală de asteroizi. A fost descoperit pe 15 iunie 1988 la Observatorul Palomar de Eleanor Francis Helin. Asteroidul prezintă o orbită caracterizată de o semiaxă mare de 2,99 ua, o excentricitate de 0,07 și o înclinație de 11,4° în raport cu ecliptica.